# Necolio concavus
Necolio concavus är en stekelart som först beskrevs av Tohru Uchida 1931.  Necolio concavus ingår i släktet Necolio och familjen brokparasitsteklar. Inga underarter finns listade i Catalogue of Life.